# ヴァレンティン・コヴァレンコ
ヴァレンティン・コヴァレンコ（英: Valentin Kovalenko, 1975年8月9日 - ）はウズベキスタン出身のサッカー審判員である。

## 概要
2002年にFIFAのライセンスを取得し国際審判員として活動している。母語であるウズベク語の他に、第二言語として英語を使用できる。AFCチャレンジカップ2008では決勝戦のインド対タジキスタンなど合計3試合で、2010年アジア競技大会におけるサッカー競技では決勝戦の日本代表対アラブ首長国連邦代表の試合など合計5試合で主審を務めている。AFCチャンピオンズリーグでは、2011シーズンに7試合で、2012年5月30日時点で2012シーズンではブリスベン・ロアーFC対FC東京戦など5試合で主審を担当している。また、西アジアサッカー選手権2014の決勝戦主審をつとめた。
サッカー日本代表の試合では、2005年3月30日に2006 FIFAワールドカップ・アジア予選最終予選バーレーン戦で副審を務めた 他、2008年6月22日には2010 FIFAワールドカップ・アジア予選のバーレーン戦で第四審判を務めている。